# نهر كاساي
نهر كاساي وهو نهر تابع لنهر الكونغو، يقع في وسط أفريقيا. يبدأ النهر من أنغولا ويمشي بمحاذاة الحدود الأنغولية وحدود جمهورية الكونغو الديموقراطية، وبعدها يصب في الكونغو الديموقراطية، حيث تجتمع مع كونغو. روافد نهر الكاساي كل من الأنهر التالية :
1. نهر فيمي.
2. نهر كوانغو.
3. نهر سانكورو

أقل امتداد لنهر الكاساي من المصب لنهر الفيمي إلى الكونغو، ويعرف بـ نهر كْوا.

## وصلات خارجية
- خريطة لنهر الكاساي